# Paul Corrodi
Paul Corrodi (* 21. Dezember 1892 in Riesbach, heute Zürich; † 22. Januar 1964 in Meilen, Bürger von Zürich und Marthalen) war ein Schweizer Politiker und Richter.

## Biografie
Paul Corrodi war Sohn eines Primarschullehrers und ging in Zürich zur Schule. Er studierte von 1911 bis 1916 Rechtswissenschaft in Zürich und München. Ab 1918 arbeitete er als Patentanwalt. Von 1919 bis 1924 war Corrodi Sekretär am Obergericht des Kantons Zürich, von 1924 bis 1931 war er Bezirksgerichtsschreiber in Meilen und von 1931 bis 1939 Präsident des Zürcher Obergerichts, wobei er ab 1935 Präsident des Schwurgerichts und des Versicherungsgerichts war.
Von 1939 bis 1947 war Corrodi als Vertreter der Bauern-, Gewerbe- und Bürgerpartei (BGB) Mitglied des Zürcher Regierungsrates, wo er Vorstand der öffentlichen Bauten war und im Amtsjahr 1944/45 den Vorsitz des Regierungsrats innehatte.
Nach seiner politischen Tätigkeit wurde Corrodi 1938 Mitglied des Verwaltungsrats der Nordostschweizerischen Kraftwerke (NOK) und war dessen Verwaltungsratspräsident von 1947 bis 1951.
In den Jahren 1951 bis 1963 war Corrodi Bundesrichter.

## Schriften
- Das Urbild von Mörikes Peregrina. In: Jahrbuch der literarischen Vereinigung Winterthur 8 (1923), S. 47–102; – Schweier, Kirchheim unter Teck 1976; – 2. Aufl. Schweier, Kirchheim unter Teck 1982; – 3., erw. Aufl. Schweier, Kirchheim unter Teck 2004, ISBN 3-921829-04-6.